# Sydön

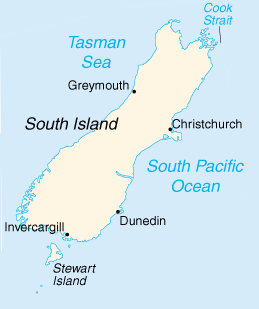
Karta över Sydön

Sydön (engelska: South Island) är den största av Nya Zeelands öar med en yta på 151 215 km². Öns namn på maori är Te Wai Pounamu, som betyder "Grönstensvattnet", där "grönsten" syftar på jade, eller Te Waka a Maui, som betyder "Mauis kanot". Sydön hyser ungefär 25 % av landets befolkning.
Ön är världens 12:e största ö, och längs öns västra kust löper bergskedjan Sydalperna. Mount Cook är dess högsta punkt, på 3 754 meter över havet.

## Historik
Ön upptäcktes av människorna i västvärlden 1642 av Abel Janszoon Tasman, som först trodde han kommit till Sydamerika.

## Städer
- Alexandra
- Ashburton
- Blenheim
- Christchurch
- Dunedin
- Invercargill
- Greymouth
- Hokitika
- Kaikoura
- Lyttelton
- Mosgiel
- Methven
- Murchison
- Nelson
- Oamaru
- Okarito
- Omarama
- Picton
- Queenstown
- Te Anau
- Timaru
- Waikouaiti
- Waimate
- Wanaka
- Westport

### Fotnoter
1. ↑  Peter Hanneberg (14 oktober 2001). ”Sydön” (på svenska). Dagens nyheter. https://www.dn.se/arkiv/resor/sydon-ekoturism-ger-skydd-at-valar-och-pingviner/. Läst 10 oktober 2017.